# Diocese de Leão
A Diocese de Leão (em latim: Dioecesis Legionensis) é uma diocese da Igreja Católica da Espanha, sediada na cidade de Leão, na província de Leão, comunidade autónoma da Castela e Leão. Faz parte da Arquidiocese de Oviedo. Foi fundada no Século IV e em 2022 contava com uma população católica de 293 955 fiéis, sendo 97,9% da população total, e tinha 256 paróquias.

## História
No Século IV é fundada a Diocese de Leão na Espanha. No ano de 1954 a Diocese de Leão ganha parte dos territórios das dioceses de Lugo, Oviedo e perde parte do seu território para a diocese de Samora. No mesmo ano houve uma troca territorial entre a diocese de Leão e Palência. Ainda em 1954 a diocese tem sua província eclesiástica alterada, passando de Burgos para Oviedo. Em 1955 a Diocese de Leão perde território para a Diocese de Santander. Por fim em 1956 a diocese ganha parte do território da Diocese de Astorga.

## Lista de bispos
A seguir uma lista de bispos desde 1205. Não se tem muita informação dos bispos anteriores a essa data.
|                   | Nome                                         | Período           | Notas                                       |
| Bispos de Astorga | Bispos de Astorga                            | Bispos de Astorga | Bispos de Astorga                           |
| ----------------- | -------------------------------------------- | ----------------- | ------------------------------------------- |
| 91.º              | Luis Ángel de las Heras Berzal, C.M.F.       | 2020 - atual      |                                             |
| 90.º              | Julián López Martín                          | 2002 - 2020       |                                             |
| 89.º              | Antonio Vilaplana Molina                     | 1987 - 2002       |                                             |
| 88.º              | Juan Angel Belda Dardiñá                     | 1983 - 1987       | Renunciou                                   |
| 87.º              | Fernando Sebastián Aguilar, C.M.F.           | 1979 - 1983       | Renunciou                                   |
| 86.º              | Luis María de Larrea y Legarreta, O.P.       | 1971 - 1979       | Nomeado bispo de Bilbau                     |
| 85.º              | Luis Almarcha Hernández                      | 1944 - 1970       |                                             |
| 84.º              | Carmelo Ballester y Nieto, C.M.F.            | 1938 - 1943       | Nomeado bispo de Vitória                    |
| 83.º              | José Álvarez y Miranda                       | 1913 - 1937       | Faleceu no cargo                            |
| 82.º              | Ramón Guillamet y Coma                       | 1909 - 1913       | Nomeado bispo de Córdova                    |
| 81.º              | Juan Manuel Sanz y Saravia                   | 1905 - 1909       | Nomeado bispo de Jaén                       |
| 80.º              | Francisco Gómez-Salazar y Lucio-Villegas     | 1886 - 1904       |                                             |
| 79.º              | Francisco Xavier Caminero y Muñoz            | 1885 - 1885       | Faleceu no cargo                            |
| 78.º              | Saturnino Fernandez de Castro y de la Cotera | 1875 - 1883       | Nomeado arcebispo de Burgos                 |
| 77.º              | Calixto Castrillo y Ornedo                   | 1863 - 1869       | Faleceu no cargo                            |
| 76.º              | Joaquín Barbajero y Villar                   | 1848 - 1863       | Faleceu no cargo                            |
| 75.º              | Joaquín Abarca Blaque                        | 1824 - 1844       | Faleceu no cargo                            |
| 74.º              | Ignacio Ramón Roda                           | 1814 - 1823       | Faleceu no cargo                            |
| 73.º              | Pedro Luis Blanco                            | 1800 - 1811       | Faleceu no cargo                            |
| 72.º              | Cayetano Antonio Cuadrillero Mota            | 1777 - 1800       | Faleceu no cargo                            |
| 71.º              | Baltasar Yusta y Navarro                     | 1770 - 1777       | Nomeado bispo de Córdova                    |
| 70.º              | Pascual de los Herreros                      | 1762 - 1770       | Faleceu no cargo                            |
| 69.º              | Alfonso Fernández Pantoja                    | 1753 - 1761       | Faleceu no cargo                            |
| 68.º              | José de Llupiá y Roger, O.S.B.               | 1735 - 1752       | Faleceu no cargo                            |
| 67.º              | Francisco de la Torre Herrera                | 1730 - 1735       | Faleceu no cargo                            |
| 66.º              | Juan Fernández Zapata                        | 1729 - 1729       | Faleceu no cargo                            |
| 65.º              | Martín Zalayeta Lizarza                      | 1720 - 1728       | Faleceu no cargo                            |
| 64.º              | José Ulzurrun de Asanza y Civera             | 1714 - 1718       | Faleceu no cargo                            |
| 63.º              | Manuel Pérez Araciel y Rada                  | 1704 - 1714       | Nomeado arcebispo de Saragoça               |
| 62.º              | José Gregorio de Rojas y Velázquez           | 1697 - 1704       | Nomeado bispo de Plasencia                  |
| 61.º              | Juan Aparicio Navarro                        | 1680 - 1696       | Faleceu no cargo                            |
| 60.º              | Juan Álvarez Osorio                          | 1672 - 1680       | Nomeado bispo de Plasencia                  |
| 59.º              | Juan Vande-Escarth y Briceño, O.S.H.         | 1665 - 1672       | Faleceu no cargo                            |
| 58.º              | Juan Bravo Lasprilla                         | 1660 - 1662       | Nomeado bispo de Cartagena                  |
| 57.º              | Juan Pérez de Vega                           | 1656 - 1659       | Faleceu no cargo                            |
| 56.º              | Juan del Pozo Horta, O.P.                    | 1650 - 1656       | Nomeado bispo de Segóvia                    |
| 55.º              | Bartolomé Santos de Risoba                   | 1633 - 1649       | Nomeado bispo de Sigüenza                   |
| 54.º              | Gregorio Pedrosa Cásares, O.S.H.             | 1624 - 1633       | Nomeado bispo de Valladolid                 |
| 53.º              | Juan Molina Alvarez                          | 1623 - 1623       | Faleceu no cargo                            |
| 52.º              | Juan Llano Valdés                            | 1616 - 1622       | Faleceu no cargo                            |
| 51.º              | Alonso González Aguilar                      | 1613 - 1615       | Faleceu no cargo                            |
| 50.º              | Francisco Terrones del Caño                  | 1608 - 1613       | Faleceu no cargo                            |
| 49.º              | Andrés de Casso, O.P.                        | 1603 - 1607       | Faleceu no cargo                            |
| 48.º              | Juan Alonso Moscoso Juan Alonso Moscoso      | 1593 - 1603       | Nomeado bispo de Málaga                     |
| 47.º              | Francisco Trujillo García                    | 1578 - 1592       | Faleceu no cargo                            |
| 46.º              | Juan de San Millán                           | 1564 - 1578       | Faleceu no cargo                            |
| 45.º              | Andrés de la Cuesta                          | 1557 - 1564       | Faleceu no cargo                            |
| 44.º              | Juan Fernández Temiño                        | 1546 - 1556       | Faleceu no cargo                            |
| 43.º              | Esteban Almeida                              | 1542 - 1546       | Nomeado bispo de Cartagena                  |
| 42.º              | Sebastián Ramírez de Fuenleal                | 1539 - 1542       | Nomeado bispo de Cuenca                     |
| 41.º              | Fernando Valdés                              | 1539 - 1539       | Nomeado bispo de Sigüenza                   |
| 40.º              | Pedro Alvarez de Acosta                      | 1535 - 1539       | Nomeado bispo de Osma                       |
| 39.º              | Pedro Manuel                                 | 1523 - 1534       | Nomeado bispo de Samora                     |
| 38.º              | Esteban Gabriel Merino                       | 1516 - 1523       | Nomeado bispo de Jaén                       |
| 37.º              | Luigi d'Aragona                              | 1511 - 1516       | Renunciou                                   |
| 36.º              | Francesco Alidosi                            | 1507 - 1511       | Faleceu no cargo                            |
| 35.º              | Juan de Vera                                 | 1505 - 1507       | Faleceu no cargo                            |
| 34.º              | Francisco Desprats                           | 1500 - 1504       | Faleceu no cargo                            |
| 33.º              | Alonso de Valdivieso                         | 1485 - 1500       | Faleceu no cargo                            |
| 32.º              | Iñigo Manrique de Lara                       | 1484 - 1485       | Nomeado bispo de Córdova                    |
| 31.º              | Luis Velasco                                 | 1478 - 1484       | Nomeado bispo de Córdova                    |
| 30.º              | Rodrigo de Vergara                           | 1469 - 1478       | Faleceu no cargo                            |
| 29.º              | Giacopo Antonio Venier                       | 1464 - 1469       | Nomeado bispo de Cuenca                     |
| 28.º              | Juan de Torquemada, O.P.                     | 1460 - 1463       | Nomeado bispo de Orense                     |
| 27.º              | Fortunato Velasquez de Cuellar               | 1460 - 1460       | Faleceu no cargo                            |
| 26.º              | Pedro Cabeza de Vaca                         | 1440 - 1459       | Faleceu no cargo                            |
| 25.º              | Juan de Mella                                | 1437 - 1440       | Nomeado bispo de Samora                     |
| 24.º              | Alfonso de Cusanca, O.P.                     | 1424 - 1435       | Faleceu no cargo                            |
| 23.º              | Juan Rodríguez Villalón                      | 1418 - 1424       | Faleceu no cargo                            |
| 22.º              | Álvaro Núñez de Isorna                       | 1415 - 1418       | Nomeado bispo de Cuenca                     |
| 21.º              | Alfonso de Argüello, O.P.                    | 1403 - 1415       | Nomeado bispo de Palência                   |
| 20.º              | Aleramo                                      | 1382 - 1392       |                                             |
| 19.º              | Fernando                                     | 1378 - 1380       |                                             |
| 18.º              | Juan Ramírez de Gusmán                       | 1376 - 1378       |                                             |
| 17.º              | Alfonso Barrasa                              | 1375 - 1376       |                                             |
| 16.º              | Gonzalo                                      | 1371 - ?          |                                             |
| 15.º              | Pedro                                        | 1357 - 1371       |                                             |
| 14.º              | Diego Ramírez de Guzmán                      | 1344 - 1351       | Faleceu no cargo                            |
| 13.º              | Juan Del Campo                               | 1332 - 1344       | Faleceu no cargo                            |
| 12.º              | García de Ayerve                             | 1317 - 1332       | Faleceu no cargo                            |
| 11.º              | Pilfort de Rabastens, O.S.B.                 | 1317 - 1317       |                                             |
| 10.º              | Juan Fernández                               | 1315 - 1316       | Faleceu no cargo                            |
| 9.º               | Gonzalo Osorio Villalobos                    | 1301 - 1313       | Nomeado bispo de Burgos                     |
| 8.º               | Fernando                                     | 1289 - 1301       | Faleceu no cargo                            |
| 7.º               | Martín Fernández                             | 1254 - 1289       | Faleceu no cargo                            |
| 6.º               | Nuño Álvarez                                 | 1242 - 1252       | Faleceu no cargo                            |
| 5.º               | Martín Arias                                 | 1238 - 1242       | Faleceu no cargo                            |
| 4.º               | Arnaldo                                      | 1234 - 1235       | Renunciou                                   |
| 3.º               | Martín Alonso                                | 1232 - 1234       |                                             |
| 2.º               | Rodrigo Álvarez                              | 1209 - 1232       |                                             |
| 1.º               | Pedro Muñoz                                  | 1205 - 1207       | Nomeado arcebispo de Santiago de Compostela |